# Sullivan (wieś)
Sullivan – wieś w Stanach Zjednoczonych, w stanie Wisconsin, w hrabstwie Jefferson.